# Handley Page Herald
Die Handley Page Herald war ein zweimotoriges Verkehrsflugzeug des britischen Herstellers Handley Page. Die Turboprop-Version erhielt die Bezeichnung Dart Herald.

## Geschichte

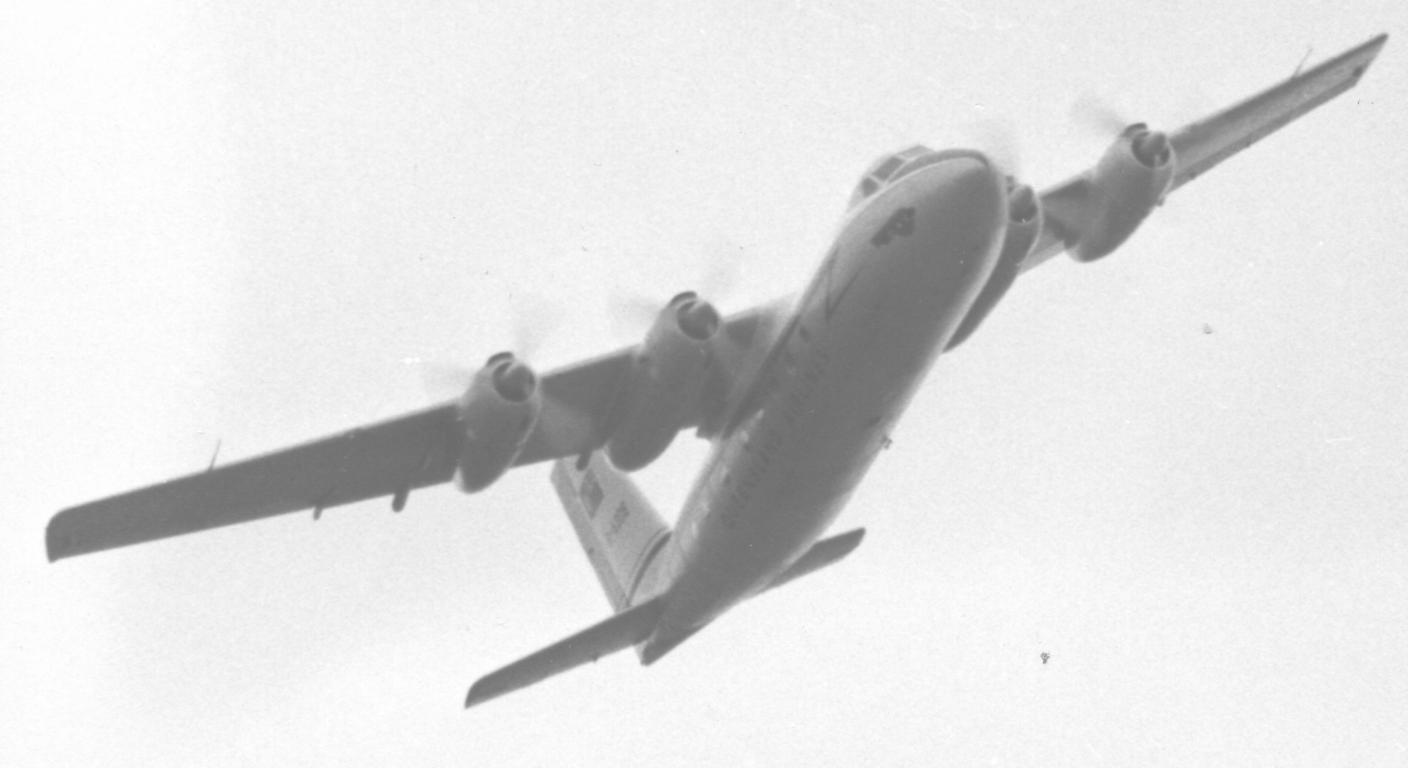
Die Handley Page H.P.R.3 mit vier Kolbenmotoren, 1955

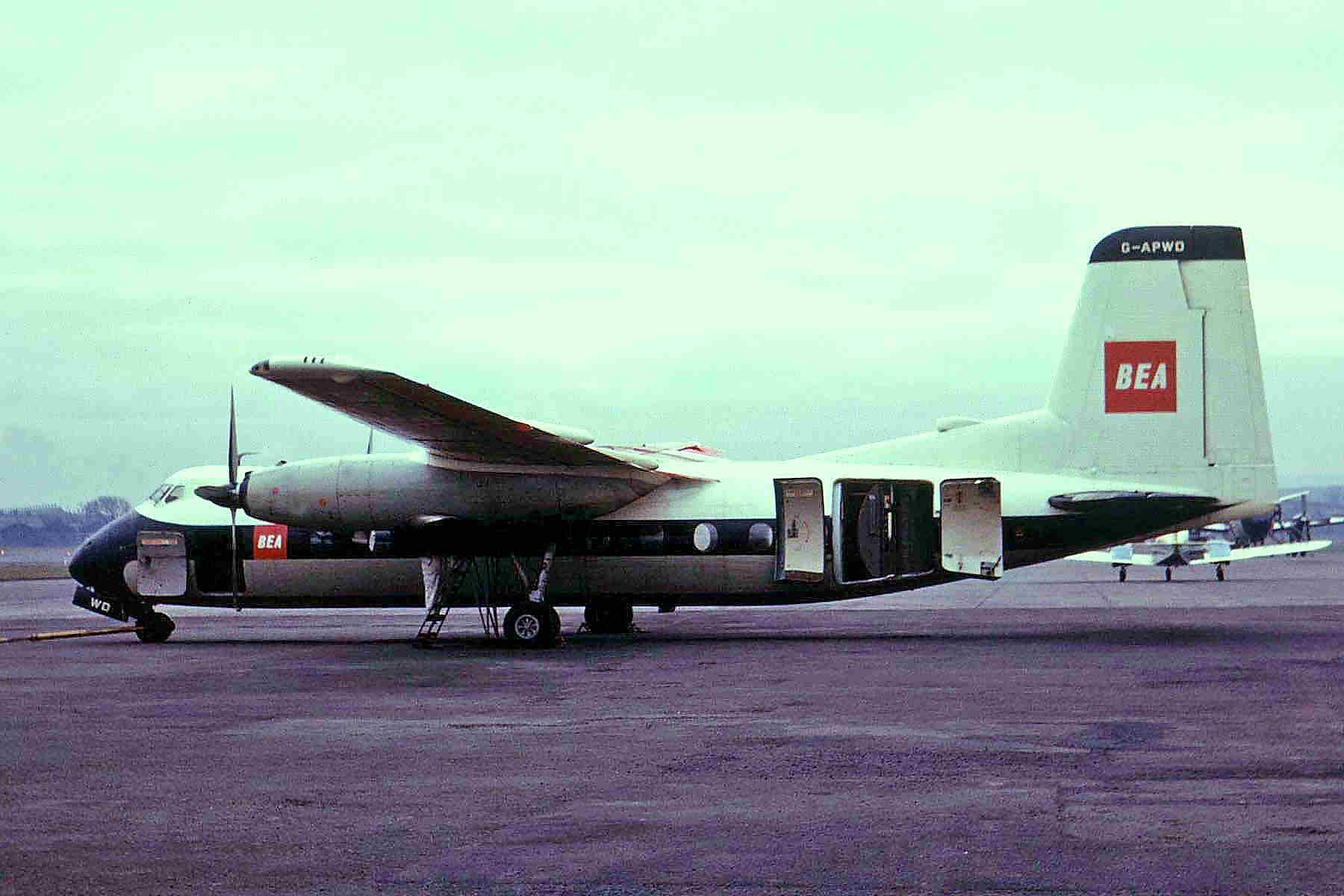
Handley Page Herald 100 (kurzer Rumpf) der
British European Airways, 1965

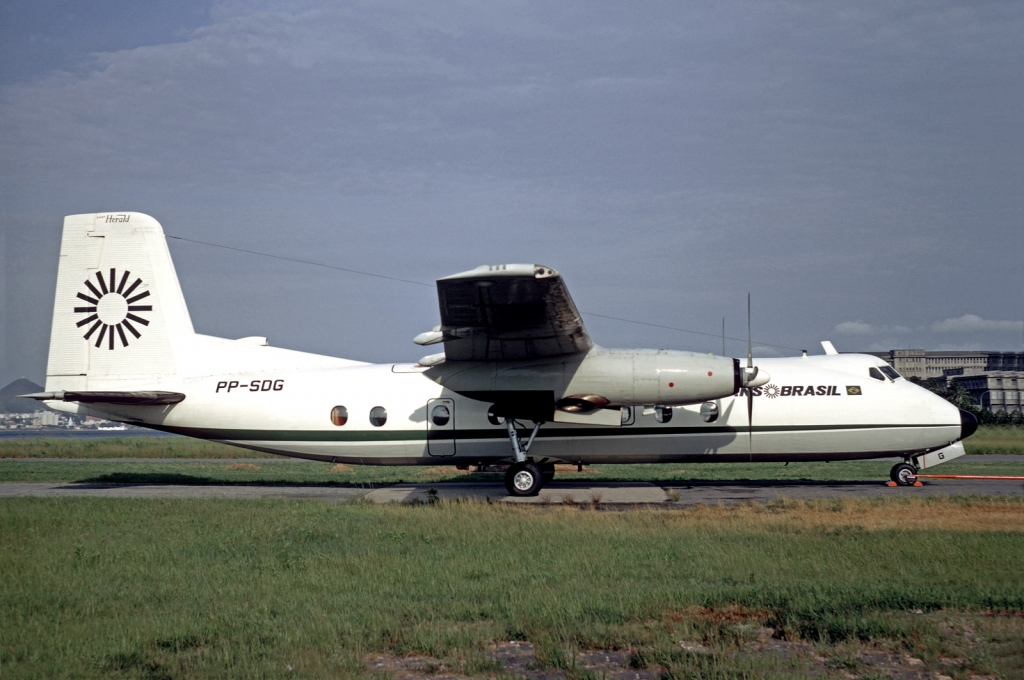
Handley Page Herald 214 der Transbrasil im Jahr 1973

Mitte der 1950er Jahre entwickelte Handley Page ein Regionalflugzeug, das die veraltete Douglas DC-3 ersetzen sollte. Die H.P.R.3 Herald wurde durch das Entwicklungsbüro von Handley Page (Reading) Limited, ehemals Miles Aircraft, entworfen und lehnte sich an die Miles Marathon an.
Die als Hochdecker ausgelegte H.P.R.3 erhielt vier Alvis Leonides Major-Kolbenmotoren mit jeweils 650 kW und konventionelle Dreiblattpropeller. Handley Page hielt an diesem Antrieb fest, auch nachdem der Rolls-Royce-Dart-Turbopropantrieb der Vickers Viscount seine Überlegenheit bewiesen hatte. Dennoch galt die Herald als durchaus fortschrittlich. Im druckbelüfteten Rumpf, der große Flughöhen ermöglichte, fanden bis zu 44 Passagiere Platz.
Der Prototyp der Herald absolvierte seinen Erstflug am 25. August 1955. Nachdem Queensland Airlines, Australian National Airways und Lloyd Aereo Colombiano ihre Bestellungen zurückgezogen hatten, kam es zunächst nicht zu einer Serienproduktion.
Um das Modell konkurrenzfähig zu machen, wurden Konstruktionsänderungen vorgenommen. Die Tragflächen wurden so überarbeitet, dass zwei Rolls-Royce-Turboprops statt der vier ursprünglichen Kolbenmotoren eingebaut werden konnten. Neu war ebenfalls ein verstellbarer Vierblattpropeller, außerdem wurde der Rumpf um einen halben Meter verlängert. Der erste Prototyp dieses als H.P.R.7 Dart Herald Series 100 bezeichneten Modells mit nun 47 Passagierplätzen flog erstmals am 11. März 1958, der zweite Prototyp am 17. Dezember 1958. Die Serienproduktion begann 1959 und die erste Serienmaschine startete am 30. Oktober 1959 erstmals. Erstkunde war British European Airways.
Die nachträglichen Änderungen führten zu einer deutlichen Steigerung der Entwicklungskosten. Der daraus resultierende Verkaufspreis machte die Maschine teurer als die Konkurrenzmodelle Fokker F-27 und Avro 748, was durch die überlegenen Flugeigenschaften gerechtfertigt wurde. Von dieser neuen Version konnten nur vier Maschinen verkauft werden.
Um der Forderung nach einer größeren Kapazität nachzukommen, entstand eine um 1,09 m gestreckte Version Series 200, die Platz für 56 Passagiere bot. Der zweite Prototyp der Series 100 wurde Anfang 1961 entsprechend modifiziert und noch im selben Jahr begann die Serienproduktion. Im Januar 1962 wurde das erste Flugzeug an Jersey Airlines ausgeliefert. Gebaut wurden insgesamt 36 Flugzeuge.
Auf Wunsch der malaysischen Luftwaffe entstand die Series 400, die als taktisches Transportflugzeug ausgelegt war und über einen verstärkten Kabinenboden und eine seitliche Ladeluke verfügte. Sie verfügte über eine Kapazität von bis zu 50 Soldaten, die auf rückwärts eingebauten Sitzen befördert wurden. Hiervon wurden dann 8 Stück gebaut.
Gleichzeitig entwarf Handley Page die Series 700, die auf 60 Plätze vergrößert wurde und über leistungsfähigere Dart-532-Triebwerke, größere Treibstoffkapazität und ein höheres Startgewicht verfügte. Trotz vorliegender Bestellungen wurde dieses Modell nicht gebaut.
Die fünfzigste und letzte Herald – eine Series 200 – wurde im August 1968 an die israelische Arkia Airlines übergeben. Daraufhin erfolgte die Produktionseinstellung. Bis zum Konkurs des Unternehmens am 31. März 1970 konzentrierte sich Handley Page auf die erfolgversprechendere Jetstream.
Der letzte Flug einer Herald fand am 9. April 1999 statt. Die Herald 401 der Channel Express mit dem Kennzeichen G-BEYF landete auf deren Heimatflughafen Flughafen Bournemouth-Hurn.

## Versionen
- H.P.R.3 – vier Kolbenmotoren, 44 Passagierplätze
- H.P.R.7 – zwei Turboprops
  - Series 100 – 47 Passagierplätze; 4 Exemplare
  - Series 200 – verlängerter Rumpf, 56 Plätze; 36 Exemplare
  - Series 300 – geplante Version für den US-Markt
  - Series 400 – Militärversion der Series 200 mit seitlicher Frachttür, kann bis zu 50 Soldaten aufnehmen; acht Maschinen für malaysische Luftwaffe
  - Series 500 – geplante leistungsstärkere Version der 400
  - Series 600 – geplante Version mit gestrecktem Rumpf, stärkeren Motoren und 64 bis 68 Plätzen
  - Series 700 – Series 600 mit kürzerem Rumpf, aber größerer Reichweite, 60 Plätze; zehn Bestellungen, aber keine Produktion

## Nutzung

### Zivile Nutzer
Die letzten Passagierflüge fanden 1985 statt. Eine Series 400 wurde als Frachtflugzeug bis 1999 genutzt.
- Brasilien

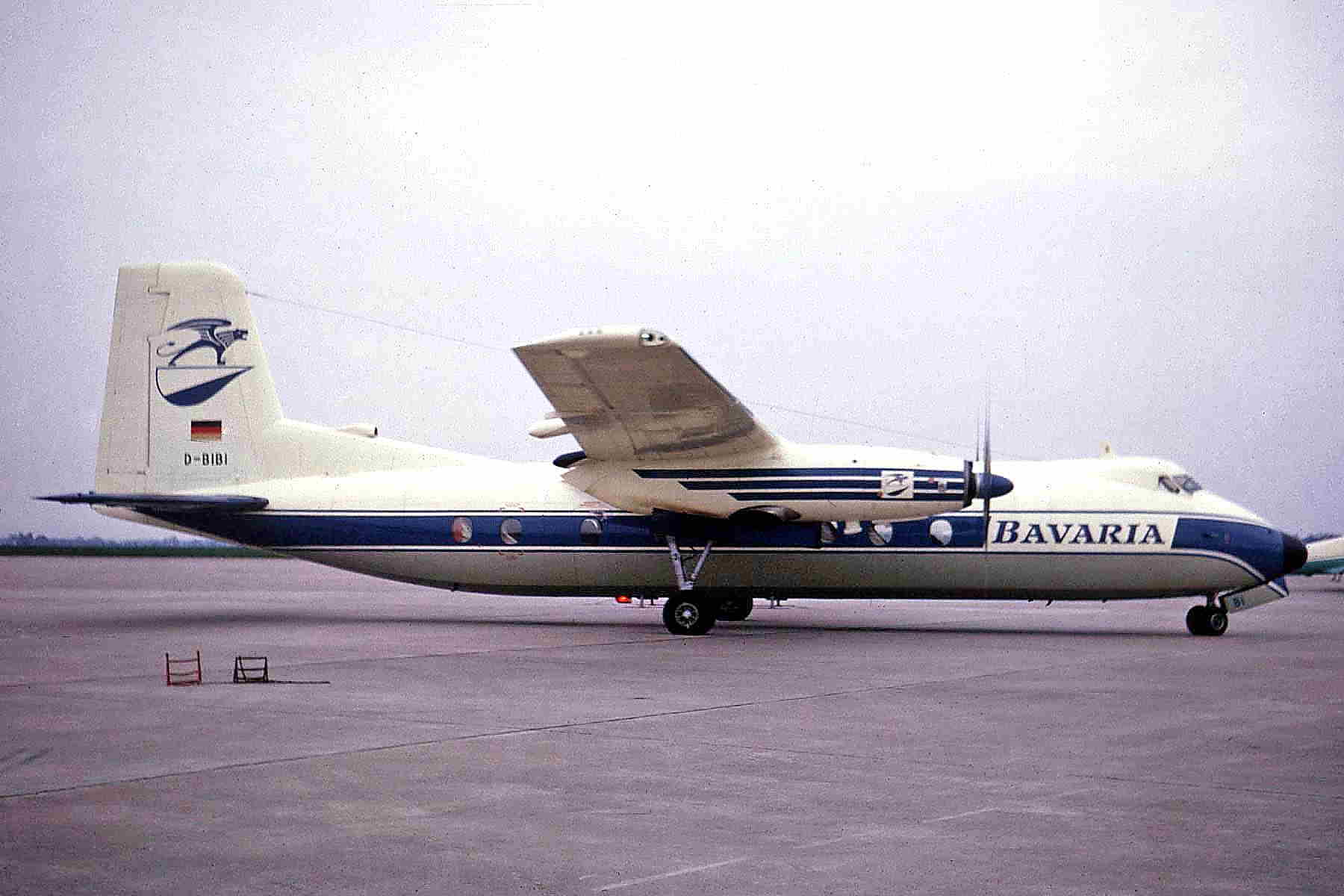
Handley Page Herald 213 D-BIBI der Bavaria, 1964

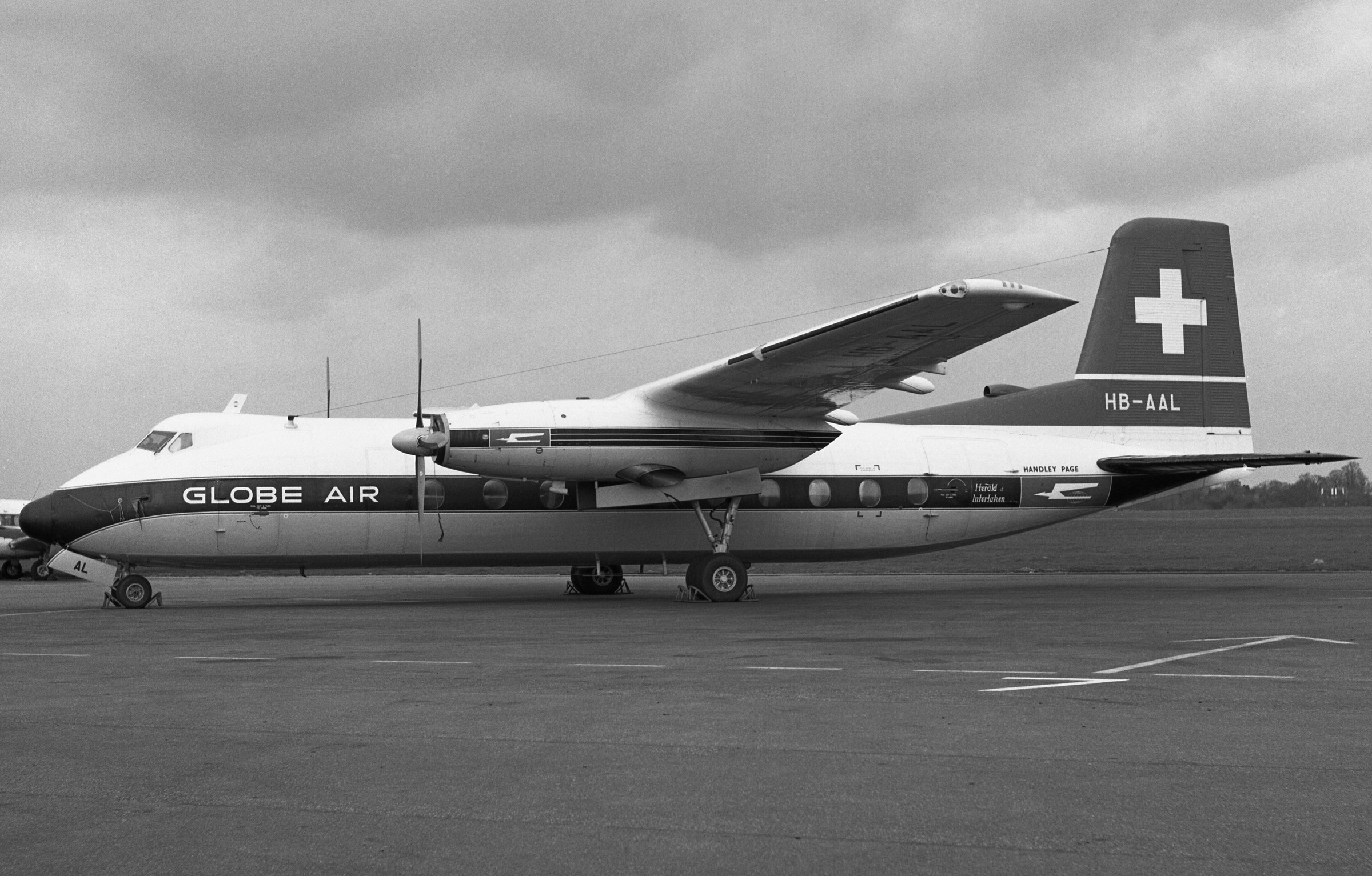
Handley Page Herald 210 HB-AAL der Globe Air, 1966

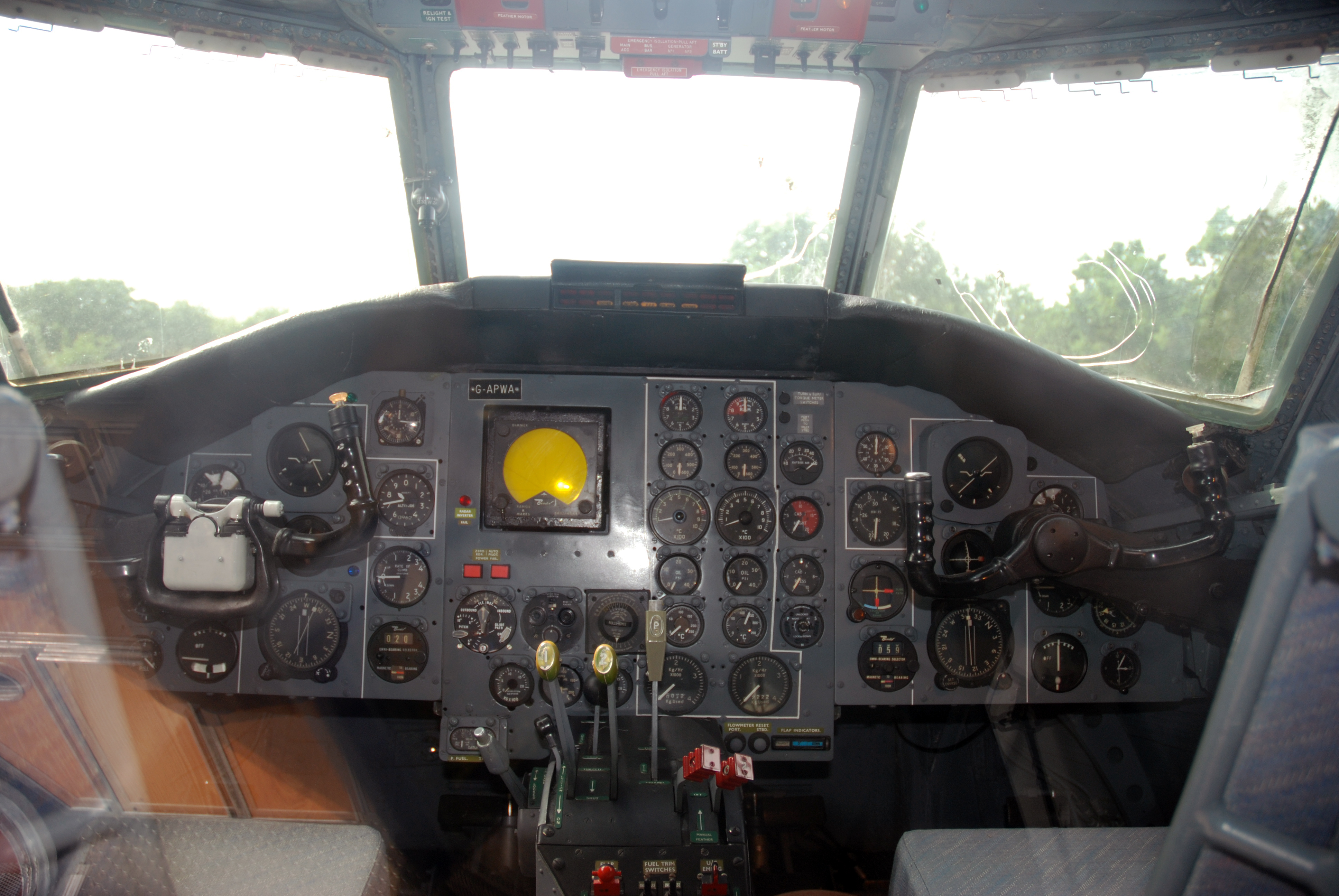
Cockpit der Herald 100 G-APWA, Berkshire Museum

  - Sadia Transportes Aéreos (später Transbrasil)
- Deutschland
  - Bavaria Fluggesellschaft
- Frankreich
  - Europe Aero Service
  - Touraine Air Transport (TAT)
- Guatemala
  - Aerovias
- Israel
  - Arkia
- Italien
  - Aerolinee Itavia
- Jordanien
  - Alia Jordanian Airlines
- Kanada
  - Eastern Provincial Airways
  - Maritime Central Airways
  - Nordair
- Kolumbien
  - Lineas Aereas La Urraca
- Philippinen
  - Air Manila International
- Taiwan
  - Far Eastern Air Transport
- Schweiz
  - Globe Air
- Vereinigtes Königreich
  - Air UK
  - Autair International Airways
  - BAC Charter
  - BAC Express
  - British Air Ferries
  - British European Airways
  - British Island Airways
  - British Midland Airways
  - British United Island Airways
  - Channel Express
  - Court Line
  - Janes Aviation
  - Janus Airways
  - Jersey Airlines
- Zaire
  - MMM Aero Service

### Militärische Nutzer
- Jordanien: Jordanische Luftstreitkräfte
- Malaysia: Malaysische Luftstreitkräfte

## Zwischenfälle
Von 1958 bis zum Betriebsende 1999 kam es zu 17 Totalverlusten dieses Flugzeugtyps. Dabei kamen 168 Menschen ums Leben. Auffällig sind die ersten beiden Abstürze mit Maschinen dieses Typs im März und April 1965, da sie sich jeweils nach einem Strukturversagen ereigneten, dessen Umstände jeweils nie vollumfänglich geklärt werden konnten. Vollständige Liste:
- Am 30. August 1958 war der Prototyp der Handley Page Herald 100 der Herstellerfirma Handley Page Aircraft Company (Luftfahrzeugkennzeichen G-AODE) als Vorführmaschine auf dem Weg vom Flugplatz in Woodley (Berkshire) zur Internationalen Luftfahrtschau Farnborough. Nach einer halben Stunde Flugzeit brach im linken Triebwerk ein intensives und unkontrollierbares Feuer aus, verursacht durch den Bruch einer Turbinennabe im Rolls-Royce-Triebwerk. Nach einem Notsinkflug wurde eine Notlandung in einem Feld nahe Milford bei Godalming (Vereinigtes Königreich) durchgeführt, bei der das Flugzeug zerbrach und Feuer fing. Alle neun Insassen, 2 Piloten und 7 Passagiere, überlebten.[3][4]

- Am 17. März 1965 brach eine Handley Page HPR-7 Dart Herald 202 der kanadischen Eastern Provincial Airways (CF-NAF) auf dem Flug vom Flughafen Halifax zum J.A. Douglas McCurdy Sydney Airport in Sydney (Nova Scotia) während des Steigflugs in 11.500 Fuß Höhe auseinander und stürzte in einen Wald, wobei alle acht Insassen starben. Als Unfallursache wurde ein Strukturversagen entlang der unteren Rumpfmittellinie infolge starker Korrosion festgestellt (siehe auch Eastern-Provincial-Airways-Flug 102).[5]

- Am 10. April 1965 zerbrach eine Handley Page Herald 207 der jordanischen Alia (JY-ACQ) auf dem Flug von Flughafen Beirut zum Flughafen Amman-Marka 20 Kilometer westnordwestlich von Damaskus in der Luft und stürzte in einen Berg. Alle 54 Insassen starben. Es handelt sich um den schwersten Flugunfall einer Handley Page Herald (siehe auch Flugunfall einer Handley Page Herald der Alia bei Damaskus).[6]

- Am 3. November 1967 wurde eine Handley Page HPR-7 Herald 214 der brasilianischen Sadia Transportes Aéreos (PP-SDJ) im Anflug auf den Flughafen Curitiba 25 Kilometer östlich davon in einen Berg geflogen. Bei diesem CFIT (Controlled flight into terrain) wurden 21 der 25 Insassen getötet. Ursache war ein fehlerhafter Instrumentenlandeanflug.[7]

- Am 24. Februar 1969 verunglückte eine Handley Page Herald 201 der taiwanesischen Far Eastern Air Transport (FEAT) (B-2009) auf dem Flug von Kaohsiung nach Taipeh bei einer missglückten Notlandung in der Nähe von Tainan. Alle 32 Passagiere und die vier Besatzungsmitglieder kamen ums Leben (siehe auch Far-Eastern-Air-Transport-Flug 104).[8]

- Am 4. November 1970 verunglückte eine Herald 203 der Itavia (I-TIVE) bei der Landung auf einem Trainingsflug am Flughafen Rom-Ciampino, als ein Triebwerk ausfiel. Die beiden Piloten, einzige Insassen der Maschine, überlebten den Unfall. Die schwer beschädigte Maschine wurde stillgelegt, zur Ersatzteilgewinnung benutzt und 1974 schließlich verschrottet.[9]

- Am 19. November 1970 wurde eine Herald 204 der philippinischen Air Manila (PI-C869) auf dem Flughafen Manila (Philippinen) zerstört, als während des Taifuns Patsy (1970) ein Hangar zusammenbrach. Das an Bord befindliche Personal überlebte.[10][11]

- Am 7. Mai 1972 fiel bei einer Herald 101 der kolumbianischen Lineas Aereas La Urraca (HK-721) einige Minuten nach dem Start vom Flughafen Valledupar (Kolumbien) das Triebwerk Nr. 1 (links) aus. Beim Versuch der Rückkehr zum Startflughafen verlor die Maschine rasch an Höhe, woraufhin 900 Meter vor der Landebahn eine Notlandung im Gelände durchgeführt wurde. Alle 32 Insassen überlebten. Das Flugzeug wurde irreparabel beschädigt.[12][13]

- Am 2. November 1973 stürzte eine Herald 101 der kolumbianischen Lineas Aereas La Urraca (HK-718) am Flughafen Villavicencio (Kolumbien) ab. Nach einer fehlerhaft ausgeführten Reparatur am Flughafen Arauca kam es auf dem Flug nach Cucuta zu einem Hydraulikausfall mit Rauch und Brandgeruch im Cockpit, woraufhin die Piloten nach Villavicencio auswichen. Auf Anweisung eines dortigen Ausbilders wurde das Triebwerk Nummer 1 (links) als Vorsichtsmaßnahme abgestellt. Bei einem Durchstartversuch mit nur einem laufenden Triebwerk drehte das Flugzeug nach links, stürzte ab und fing Feuer. Von den sechzehn Insassen wurden 6 getötet, je drei Besatzungsmitglieder und Passagiere.[14][15]

- Am 24. Dezember 1974 wurde bei einer Herald 203 der British Island Airways (G-BBXJ) auf dem Flug von Southampton nach Guernsey aufgrund abnormaler Anzeigen das Triebwerk 2 (rechts) abgestellt. Auf Wunsch der Fluggesellschaft wichen die Piloten zum Flughafen Jersey (Kanalinseln) aus. Bei einer Leistungserhöhung durch den Kapitän, die der Kopilot für einen Durchstartversuch hielt und unaufgefordert das Fahrwerk einfuhr, setzte die Maschine neben der Landebahn auf dem Gras auf, drehte sich um 180 Grad und rutschte rückwärts bis zu einer Straße. Alle 53 Insassen überlebten, 49 Passagiere und 4 Besatzungsmitglieder. Das Flugzeug wurde irreparabel beschädigt.[16][17][18]

- Am 22. Juni 1975 musste mit einer Herald 101 der kolumbianischen Lineas Aereas La Urraca (HK-715) nach dem Ausfall des Triebwerks 2 (rechts) bei La Libertad (Kolumbien) eine Notlandung auf Gras durchgeführt werden. Alle 3 Insassen, die beiden Piloten und der einzige Passagier, überlebten.[19]

- Am 17. Januar 1976 ließ sich bei einer Herald 401 der Malaysischen Luftstreitkräfte (FM1025) im Anflug auf die Luftwaffenbasis Kuala Lumpur-Simpang das linke Hauptfahrwerk nicht ausfahren. Die Piloten wichen zum geeigneteren Flughafen Kuala Lumpur-Subang (Malaysia) aus. Dort wurde eine kontrollierte Bauchlandung durchgeführt. Das Flugzeug wurde irreparabel beschädigt und ausgeschlachtet. Alle 25 Insassen überlebten.[20][21]

- Am 11. Juni 1984 wurde eine Herald 203 der britischen Air UK (G-BBXI) auf dem Flughafen Bournemouth (Vereinigtes Königreich) durch einen Lkw-Fahrer gerammt, während sie geparkt war. Das Flugzeug wurde irreparabel beschädigt. Menschen im Flugzeug kamen nicht zu Schaden.[22]

- Am 11. September 1984 fiel bei einer Herald 202 der kongolesischen MMM Aero Services (9Q-CAH) während des Reiseflugs von Kinshasa nach Tshikapa ein Triebwerk aus. Die Piloten versuchten, auf dem kleinen Flugplatz von Kandala, Provinz Bandundu (Demokratische Republik Kongo) 75 Kilometer westlich des Zielorts eine Notlandung durchzuführen. Das Flugzeug überrollte das Ende der kurzen Landebahn in die dörfliche Hauptstraße hinein und fing Feuer. Von den 36 Insassen wurden 30 getötet.[23]

- Am 5. November 1989 kollidierte eine Herald 401 der kolumbianischen Aerosucre (HK-2702) bei Starkregen nahe Roncesvalles, Tolima (Kolumbien) mit einem Berg. Die Maschine war als Frachtflug auf dem Weg vom Flughafen Bogotá zum Flughafen Cali. Alle 6 Insassen, je 3 Besatzungsmitglieder und Passagiere, wurden getötet.[24]

- Am 16. September 1991 flog eine Herald 401 der kolumbianischen LACOL (HK-2701) sechs Kilometer vor dem Zielflughafen Barranquilla (Kolumbien) bei dunstigem Wetter ins Gelände. Die Maschine kam aus Bogotá und wurde zerstört. Alle 7 Insassen des Frachtfluges, drei Besatzungsmitglieder und vier Passagiere, wurden getötet. Es war der letzte tödliche Unfall mit einer Handley Page Herald.[25]

- Am 8. April 1997 kollidierte eine Herald 214 der britischen Channel Express (G-ASVO) beim Rollen auf dem Flughafen Bournemouth (Vereinigtes Königreich) mit einem Beleuchtungsmast. Die rechte Tragfläche wurde dabei massiv beschädigt. Das Flugzeug wurde als irreparabel eingestuft und verschrottet. Personen kamen nicht zu Schaden. Es war der letzte Unfall mit einer Handley Page Herald, bevor der Typ am 9. April 1999 außer Betrieb genommen wurde.[26]

## Technische Daten (Dart Herald 200)
| Kenngröße             | Daten                                                                     |
| --------------------- | ------------------------------------------------------------------------- |
| Besatzung             | 2                                                                         |
| Passagiere            | 56                                                                        |
| Länge                 | 23,10 m                                                                   |
| Spannweite            | 28,90 m                                                                   |
| Höhe                  | 7,30 m                                                                    |
| Flügelfläche          | 82,3 m²                                                                   |
| Flügelstreckung       | 10,1                                                                      |
| Leermasse             | 11.684 kg                                                                 |
| Startmasse            | 19.818 kg                                                                 |
| Reisegeschwindigkeit  | 445 km/h                                                                  |
| Höchstgeschwindigkeit | 495 km/h                                                                  |
| Dienstgipfelhöhe      | 9.050 m                                                                   |
| Reichweite            | 1.760 km                                                                  |
| Triebwerke            | zwei Propellerturbinen Rolls-Royce Dart Mk.527 mit je 1.570 kW (2.135 PS) |

## Trivia
In der Folge "Fliegen sie mal ohne" (The Superlative Seven) der Serie Mit Schirm, Charme und Melone (Staffel 5, Ep.12 - 1967) ist eine Handley Page HPR-7 Dart Herald zu sehen.